# MNM (radio)
MNM (kort voor Muziek en Meer) is een Vlaamse radiozender van de openbare omroep VRT. De zender ging van start op maandag 5 januari 2009 (als opvolger van Donna) en profileert zich als instapradio. MNM draait hits van de jaren 80 tot nu, vooral pop-, poprock-, dance- en Ultratop 50-muziek.

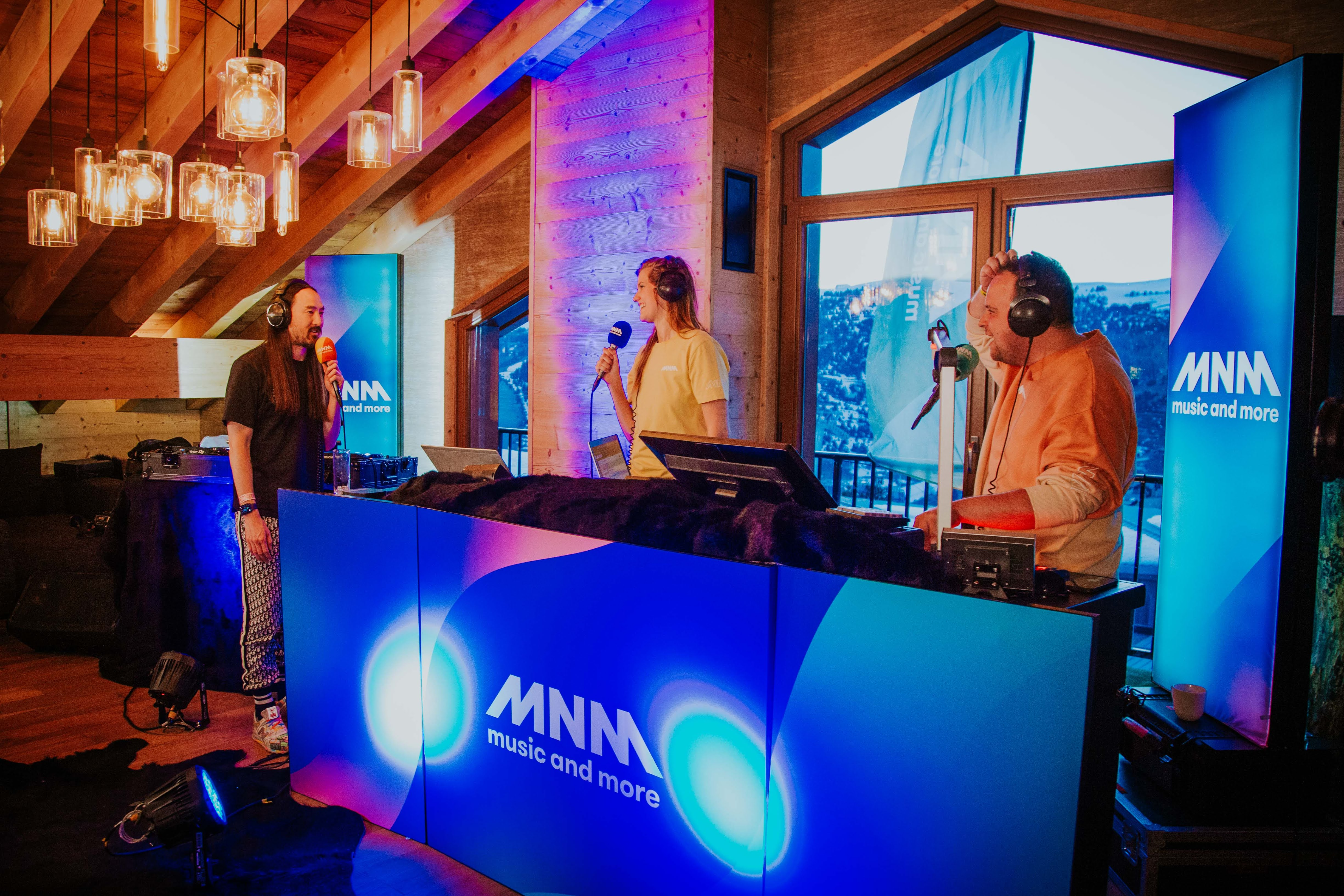
Uitzending van MNM tijdens Tomorrowland Winter

## Geschiedenis
Na het stopzetten van Donna kwam de VRT met een nieuwe radiozender, genaamd MNM. De naam werd bekendgemaakt op 7 november 2008 tijdens een uitzending van Peter Live, het televisieprogramma van Peter Van de Veire. Het logo werd op 11 december 2008 bekendgemaakt door Dave Peters en Ann Van Elsen in een filmpje op YouTube. De uitzendingen begonnen op maandag 5 januari 2009 om 6.00 uur, met De Grote Peter Van De Veire ochtendshow en met het nummer Forever van Milk Inc.
Het nethoofd was tot maandag 25 januari 2010 Greet Santy. Nadien nam Rino Ver Eecke die taak op zich. Vanaf oktober 2019 werd hij opgevolgd door Annemie Gulickx. Sinds 17 juli 2020 is zij opgevolgd door Steven Lemmens.
Netcoördinatie was in handen van Robin Vissenaekens tot juli 2011.
Op 8 maart 2010 werd het logo van MNM lichtjes gewijzigd. De eerste, zwarte 'M' werd blauw. De letters van het logo lijken nu iets voller. Tegelijk kreeg de studio van MNM een opfrisbeurt en ook de website ziet er sindsdien iets anders uit.
Op 28 maart 2011 onderging MNM alweer een lichte verandering: er kwamen nieuwe jingles, een nieuw programma (Sing Your Song) en nieuwe presentatoren. De slogan Let's have a big time veranderde in music and more. In augustus 2011 werd de MNM-website in een nieuw kleedje gestoken en kreeg in de jaren erop regelmatig aanpassingen en vernieuwingen.
Vanaf 27 augustus 2012 werden verschillende nieuwe programma's gepresenteerd en werd de dj-ploeg vernieuwd. Ook zou Peter Van de Veire een nieuwe sidekick krijgen. Een week later, op 3 september, kreeg MNM een eigen radionieuws op maat gemaakt.
In 2014 werd er opnieuw een nieuwe studio, gebouwd, waaraan de jaren erna een paar aanpassingen gebeurd zijn.
In 2023 werd de MNM website geïntegreerd binnen VRT MAX.
Op 2 september 2024 werd de volledige programmering van MNM omgegooid. Daarnaast werd er na 15 jaar afgestapt van het logo met de MNM blokletters en werd de slogan veranderd van music and more naar make life sing. Daarnaast werd de bestaande studio volledig omgebouwd. 

## Luistercijfers
Volgens de jongste cijfers van het CIM (januari 2024 - april 2024) heeft MNM een marktaandeel van 6,42%. Het hoogst behaalde marktaandeel sinds de lancering van de zender was 11,21% (Golf 3/2016).
De eindejaarslijst MNM1000 werd in 2009 relatief goed tot goed beluisterd. Er luisterden 1.150.000 luisteraars naar de finale. In totaal luisterden 2.187.000 luisteraars naar deze eindejaarstop.
De 2de editie van de MNM1000 in 2010 werd ook goed beluisterd. Bijna 2.100.000 of 40 procent van de Vlaamse bevolking luisterde naar deze top. Tijdens de finale hoorden 1.163.627 personen dat er een nieuwe nummer 1 was.
Tijdens de 90's-week Back To The 90's van 2011 luisterden volgens interne VRT-cijfers 1.911.791 luisteraars naar MNM. 1.015.000 luisteraars hebben naar de finale (de Top 99) geluisterd. Tijdens de eerste nillies-week in 2010 "Back To The 00's" luisterden 1.800.000 luisteraars naar MNM. In 2011 waren het zelfs 1.900.000 luisteraars.
| Luistercijfers door de jaren heen van MNM | Luistercijfers door de jaren heen van MNM | Luistercijfers door de jaren heen van MNM | Luistercijfers door de jaren heen van MNM | Luistercijfers door de jaren heen van MNM | Luistercijfers door de jaren heen van MNM | Luistercijfers door de jaren heen van MNM |
| Golf 18 (januari - mei 2009)              | Golf 18 (januari - mei 2009)              | Golf 18 (januari - mei 2009)              | Golf 19 (augustus - december 2009)        | Golf 19 (augustus - december 2009)        | Golf 19 (augustus - december 2009)        | Gemiddeld 2009                            |
| ----------------------------------------- | ----------------------------------------- | ----------------------------------------- | ----------------------------------------- | ----------------------------------------- | ----------------------------------------- | ----------------------------------------- |
| 11,5%                                     | 11,5%                                     | 11,5%                                     | 9,8 %                                     | 9,8 %                                     | 9,8 %                                     | 10,65 %                                   |
| Golf 20 (januari - mei 2010)              | Golf 20 (januari - mei 2010)              | Golf 20 (januari - mei 2010)              | Golf 21 (augustus - december 2010)        | Golf 21 (augustus - december 2010)        | Golf 21 (augustus - december 2010)        | Gemiddeld 2010                            |
| 9,8 %                                     | 9,8 %                                     | 9,8 %                                     | 9,5 %                                     | 9,5 %                                     | 9,5 %                                     | 9,65 %                                    |
| Golf 2011-1                               | Golf 2011-1                               | Golf 2011-2                               | Golf 2011-2                               | Golf 2011-3                               | Golf 2011-3                               | Gemiddeld 2011                            |
| 8,0 %                                     | 8,0 %                                     | 9,4 %                                     | 9,4 %                                     | 9,0 %                                     | 9,0 %                                     | 8,8 %                                     |
| Golf 2012-1                               | Golf 2012-1                               | Golf 2012-2                               | Golf 2012-2                               | Golf 2012-3                               | Golf 2012-3                               | Gemiddeld 2012                            |
| 8,4%                                      | 8,4%                                      | 9,5%                                      | 9,5%                                      | 10,5 %                                    | 10,5 %                                    | 9,46%                                     |
| Golf 2013-1                               | Golf 2013-1                               | Golf 2013-2                               | Golf 2013-2                               | Golf 2013-3                               | Golf 2013-3                               | Gemiddeld 2013                            |
| 8,6 %                                     | 8,6 %                                     | 9,9 %                                     | 9,9 %                                     | 9,8 %                                     | 9,8 %                                     | 9,43 %                                    |
| Golf 2014-1                               | Golf 2014-1                               | Golf 2014-2                               | Golf 2014-2                               | Golf 2014-3                               | Golf 2014-3                               | Gemiddeld 2014                            |
| 9,7 %                                     | 9,7 %                                     | 9,3 %                                     | 9,3 %                                     | 8,8 %                                     | 8,8 %                                     | 9,6 %                                     |
| Golf 2015-1                               | Golf 2015-1                               | Golf 2015-2                               | Golf 2015-2                               | Golf 2015-3                               | Golf 2015-3                               | Gemiddeld 2015                            |
| 9,3 %                                     | 9,3 %                                     | 10,4 %                                    | 10,4 %                                    | 10,2 %                                    | 10,2 %                                    | 9,97 %                                    |
| Golf 2016-1                               | Golf 2016-1                               | Golf 2016-2                               | Golf 2016-2                               | Golf 2016-3                               | Golf 2016-3                               | Gemiddeld 2016                            |
| 9,8 %                                     | 9,8 %                                     | 10,5 %                                    | 10,5 %                                    | 11,2 %                                    | 11,2 %                                    | 10,5 %                                    |
| Golf 2017-1                               | Golf 2017-1                               | Golf 2017-2                               | Golf 2017-2                               | Golf 2017-3                               | Golf 2017-3                               | Gemiddeld 2017                            |
| 9,7 %                                     | 9,7 %                                     | 10,2 %                                    | 10,2 %                                    | 9 %                                       | 9 %                                       | 9,63 %                                    |
| 01/2018-04/2018                           | 03/2018-06/2018                           | 05/2018-08/2018                           | 07/2018-10/2018                           | 09/2018-12/2018                           | 11/2018-02/2019                           | Gemiddeld 2018                            |
| 9,90 %                                    | 10,57 %                                   | 10,43 %                                   | 8,84 %                                    | 9,58 %                                    | 9,22 %                                    | 9,76 %                                    |
| 01/2019-04/2019                           | 03/2019-06/2019                           | 05/2019-08/2019                           | 07/2019-10/2019                           | 09/2019-12/2019                           | 11/2019-02/2020                           | Gemiddeld 2019                            |
| 10,17 %                                   | 10,28 %                                   | 11,12 %                                   | 10,10 %                                   | 9,01 %                                    | 10,17 %                                   | 10,14 %                                   |
| 01/2020-06/2020                           | 01/2020-06/2020                           | 01/2020-06/2020                           | 09/2020-02/2021                           | 09/2020-02/2021                           | 09/2020-02/2021                           | Gemiddeld 2020                            |
| 10,07 %                                   | 10,07 %                                   | 10,07 %                                   | 8,58 %                                    | 8,58 %                                    | 8,58 %                                    | 9,33 %                                    |
| 03/2021-06/2021                           | 03/2021-06/2021                           | 05/2021-08/2021                           | 05/2021-08/2021                           | 09/2021-12/2021                           | 09/2021-12/2021                           | Gemiddeld 2021                            |
| 7,70 %                                    | 7,70 %                                    | 7,88 %                                    | 7,88 %                                    | 7,81 %                                    | 7,81 %                                    | 7,80 %                                    |
| 01/2022-04/2022                           | 01/2022-04/2022                           | 05/2022-08/2022                           | 05/2022-08/2022                           | 09/2022-12/2022                           | 09/2022-12/2022                           | Gemiddeld 2022                            |
| 7,50 %                                    | 7,50 %                                    | 7,37 %                                    | 7,37 %                                    | 6,66 %                                    | 6,66 %                                    | 7,18 %                                    |
| 01/2023-04/2023                           | 01/2023-04/2023                           | 05/2023-08/2023                           | 05/2023-08/2023                           | 09/2023-12/2023                           | 09/2023-12/2023                           | Gemiddeld 2023                            |
| 6,41 %                                    | 6,41 %                                    | 6,54 %                                    | 6,54 %                                    | 5,62 %                                    | 5,62 %                                    | 6,19 %                                    |
| 01/2024-04/2024                           | 01/2024-04/2024                           | 05/2024-08/2024                           | 05/2024-08/2024                           | 09/2024-12/2024                           | 09/2024-12/2024                           | Gemiddeld 2024                            |
| 6,42 %                                    | 6,42 %                                    | 5,66 %                                    | 5,66 %                                    |                                           |                                           |                                           |

## Nethoofd
- Greet Santy (2009 - 2010)
- Rino Ver Eecke (2010 - 2019)
- Annemie Gulickx (2019 - 2020)
- Steven Lemmens (2020 - heden)

## Presentatie

### Hoofddeejays
- Brahim Attaeb (2011-heden)
- Dorianne Aussems (2014-heden)
- Imane Boudadi (2023-heden)
- Evelyn De Backer (2016-heden)
- Erwin De Nul (2009-heden)
- Kawtar Ehlalouch (2018-heden)
- Alexandra Gadzina (2019-heden)
- Sander Gillis (2012-heden)
- Anke Goergen (2020-heden)
- Laura Govaerts (2017-heden)
- Fabian Hermans (2024-heden)
- Robin Keyaert (2020-heden)
- Like Mike (2013-heden)
- Laurens Luyten (2015-heden)
- Anushka Melkonian (2018-heden)
- Esther Nwanu (2020-heden)
- Jaël Ost (2023-heden)
- Cato Peeters (2018-heden)
- Charlotte Sieben (2022-heden)
- Manu Van Acker (2021-heden)
- Bob Storms (2023-heden)
- Wouter Van den Breen (2014-heden)
- Maureen Vanherberghen (2023-heden)
- Lotte Vanwezemael (2018-heden)
- Dimitri Vegas (2013-heden)

### Nieuwslezers
- Yannick Aerts (2023-heden)
- Daan De Scheemaeker (2024-heden)

#### Voormalige nieuwslezers
- Chaima Saysay (2015-2022)
- Yasmina El Messaoudi (2022-2024)

### Oud-deejays
- Bert Beauprez (2011-2014)
- Joyce Beullens (2009)
- Aaron Blommaert (2021-2023)
- Jarno Boone (2021-2022)
- Nasrien Cnops (2012-2014)
- Tom De Cock (2009-2020)
- Annick Coelmont (2010)
- Eva Daeleman (2009-2017)
- Karolien Debecker (2009-2018)
- Felix De Laet (2015-2022)
- Astrid Demeure (2011-2023)
- Sen De Paepe (2016-2021)
- Bart De Raes (2009-2022)
- Daan De Scheemaeker (2014-2016)
- Niels Destadsbader (2013-2014)
- Mariam El Mandoudi (2015-2016)
- Evy Gruyaert (2009)
- Eveline Hoste (2009)
- Michaël Joossens (2015-2018)
- Manon Kerkhofs (2013-2014)
- Lady S (201?-2024)
- Leki (2009)
- Anneleen Liégeois (2009)
- Yoren Linsen (2019-2020)
- Peter Luts (2009-2015)
- Aster Nzeyimana (2014-2016)
- Omdat Het Kan (2022-2024)
- Lieselot Ooms (2009-2010)
- Lotte Stevens (2009)
- Hans Otten (2009)
- Dave Peters (2009-2012)
- Regi Penxten (2009-2021)
- Timo Piredda (2020-2022)
- Camille Pollie (2013-2018)
- Henri PFR (2018-2023)
- Maurane Proost (2018-2020)
- Thibaut Renard (2009-2018)
- Ann Reymen (2009-2021)
- Tibeau Reynaerts (2020-2023)
- Ben Roelants (2009-2010)
- Stijn Smets (2009)
- Elias Smekens (2009-2013)
- Maarten Stallaert (2011-2014)
- Peter Van de Veire (2009-2022)
- Renée Vermeire (2011)
- Amos Tindemans (2016-2017)
- Gunther Tiré (2009)
- Jo Van Belle (2009-2013)
- Maarten Vancoillie (2009)
- Elke Vanelderen (2009-2011)
- Julie Van den Steen (2014-2019, 2023)
- Niels Van Duyse (2017-2020)
- Ann Van Elsen (2009-2017)
- Sofie Van Moll (2009-2011)
- Wanne Synnave (2019-2022)

## Programma's

### Huidige programma's
- De MNM Ochtendshow
  - Imane Boudadi
  - Sander Gillis
  - Maureen Vanherbergen
- Brahim
  - Brahim Attaeb
- Anke Goergen
  - Anke Goergen
- Club Kawtar
  - Kawtar Ehlalouch
- Alexandra Gadzina
  - Alexandra Gadzina
- Robin van de radio
  - Robin Keyaert
- De vrijdag is van ons
  - Manu van Acker
  - Charlotte Sieben
- Nina Black Friday
  - Laurens Luyten
  - Nina Black
- MNM Party Hits
- DJ Licious
  - DJ Licious
- MNM Start To DJ
- MNM Throwback
  - Evelyn De Backer
- MNM50
  - Charlotte Sieben
- MNM Weekend
  - Fabian Hermans
  - Bob Storms
  - Alexandra Gadzina
- Magik Saturday
  - Laura Govaerts
  - DJ Magik
- Beste van Tomorrowland
- MNM Party: Smash The House
  - Dimitri Vegas & Like Mike
- Ultratop 50
  - Fabian Hermans
- MNM R&Beats
  - Esther Nwanu

### Belangrijkste programma's uit het verleden
- Boost (2020-2021)
- Click Like40 (2014-2021)
- De Ann&Dave-Show (2009-2011)
- De Avondshow (2011-2013)
- De Cock Late Night (2009-2012)
- De Eerste Show (2009-2011)
- De Grote Peter Van de Veire Ochtendshow (2009-2022)
- Het Beste Van De Grote Peter Van De Veire Ochtendshow (2009)
- De MNM Kwis (2009-2010)
- De Peter Houdt Van Je Show (2009)
- Generation M (2012-2024)
- Gillis & Govaerts (2020-2024)
- Kawtar & Keyaert (2022-2024)
- Kwistet (2012-2020)
- MNM Dance50 (201?-2021)
- MNM Dance: Peter Luts (2009-2015)
- MNM Dance: Regi In The Mix (2009-2011)
- MNM Party: Lost Frequencies (2015-2022)
- MNM Party: Mix & Match (2009-2024)
- MNM Party: Omdat Het Kan Soundsystem (2022-2024)
- MNM Party: 5NAPBACK (20??-2024)
- MNM Party: The Henri PFR Radio Show (2018-2023)
- MNM Urban 50 (2014-2021)
- Planeet De Cock (2012-2020)
- Sing Your Song (2011-2024)
- Weekend De Cock (2010-2012)

## Podcasts
MNM heeft verschillende podcasts die worden aangeboden via het eigen VRT Max-platform alsook via andere platformen. 
- 22 Minuten Stomme Vragen (2021-heden)
- Bless The Mess (2021-heden)
- De Grote Peter Van de Veire Ochtendshow Podcast (2009-2011)
- De Grote Podcast Van de Veire Ochtendshow (2021)
- Doe ik het goed? (2019-2020)
- Laura Draait Door (2024)
- Lotte Gaat Diep (2022-heden)
- Read This (2023-2024)
- Sandermans Zaken (2022-heden)

## Hitparades
MNM zendt elke week de officiële Ultratop 50 en een eigen lijst met actuele hits, de MNM50, uit. Daarnaast brengt MNM geregeld een eigen lijst uit rond een thema en samengesteld door de luisteraar. Op het einde van het jaar is er van alle hitlijsten een jaaroverzicht.

## Verzamel-cd's
MNM brengt elke drie maanden een verzamel-cd met de beste hits van het moment uit onder de naam MNM Big Hits. MNM brengt 4 van deze cd's per jaar uit: nummer 1 tot 3 met het jaar erachter en een best of van hetzelfde jaar. De tweede cd van 2010 behaalde goud. Tot en met eind 2023 werden deze cd's uitgebracht. 
Andere CD reeksen die werden uitgebracht waren:
- 'Het beste uit de MNM 1000' (2011-2021)
- 'Het beste uit de teens/Teens 700' (2017)
- 'MNM 90s & Nillies reeksen'  (2010-2020)
- 'MNM Christmas Hits' (2012)
- 'MNM 90s & Nillies' (2010-2020)
- 'MNM Heetste 100' (2011)
- 'MNM Love Songs/langste liefde' (2011-2015)
- 'MNM Marathonradio' (2020)
- 'MNM Party' (2012-2019)
- 'MNM Sing Your Song' (2012-2019)
- 'MNM Ski Party Hits (2012)
- 'MNM Summerclub/Summertime' (2012-2018)
- 'MNM UrbaNice' (2013-2016)

## De Strafste School
Sinds 2011 organiseert MNM jaarlijks de wedstrijd 'De strafste school'. Aan deze wedstrijd mogen alle Vlaamse middelbare scholen deelnemen.

## MNM steunt studenten

### Marathonradio
Tussen 11 en 18 juni 2012 maakte Peter Van de Veire een marathonradio-uitzending en dit om de studenten te steunen in de examenperiode. Bovendien wou hij hiermee het Guinness Book of Records halen. Daarvoor moest hij meer dan 183 uur aan een stuk radio maken. Peter is uiteindelijk doorgegaan tot 185 uur en dit werd bereikt om 23 uur op maandag 18 juni. Van de Veire kreeg per uur 5 rustminuten, deze mochten opgespaard worden. Men verdeelde het in twee fases: om de paar uur een 'powernap' van 15 minuten en ook fases van 2.30 uur. Deze pauzes mocht Peter gebruiken om te slapen te douchen en voor toiletbezoekjes. Bovendien mocht hij enkel alleen presenteren en diende zelf de hele technische kant bedienen, dit alles enkel vanuit de normale MNM-radiostudio. Hiermee steunde hij ook het goede doel: Habbekrats, een vzw voor maatschappelijk kwetsbare jongeren. Elke dag zat er publiek in de radiostudio en kwamen er bekende muzikale gasten langs in de studio. Zoals Kato, die dagelijks een cover kwam zingen. In juli 2012 werd het wereldrecord echter alweer verbroken: in de VS maakte een radio-dj 187 uur non-stop radio. Dit werd erna nog niet officieel gemaakt, waardoor het record op naam van Van de Veire bleef staan. Nadien werd zijn record nogmaals verbroken.
Op 17 april 2013 werd er een nieuwe editie van Marathonradio aangekondigd. Deze keer presenteerden Peter Van de Verie en Tom De Cock afwisselend elk 24 uur. Deze editie begon op vrijdagochtend 7 juni om 8.00 uur en duurde 408 uren, tot maandagochtend 24 juni om 8.00 uur. Tijdens Marathonradio worden vooral de studenten gesteund tijdens de blok via alle mogelijke kanalen: sms, Facebook, Twitter. Deze editie van Marathonradio was te volgen via de radio maar ook via een livestream op de website van MNM en ook in de avonduren van OP12. Op 23 juni om 21.00 uur werd de Marathonradio top 100 gehouden. Deze top 100 werd gekozen door de luisteraars via de website van MNM en vormde het sluitstuk van marathonradio.
In juni 2014 liep er een nieuwe editie van Marathonradio. Het concept en de presentatie bleven hetzelfde als de editie van 2013. Marathonradio ging van start op vrijdagochtend 6 juni om 08.00 uur en sloot af met de Marathonradio Top 100 op maandag 23 juni om 16.00 uur.
In juni 2015 werd het concept wat aangepast: Eva Daeleman kwam er als derde dj bij en de drie dj's wisselden om de 12 uur af. Deze editie startte op vrijdagochtend 5 juni om 8 uur en werd afgesloten met de Marathonradio Top 100 op maandag 22 juni om 16 uur.
In juni 2016 was er de 5e editie van Marathonradio. De presentatoren waren dit jaar Peter Van de Veire, Tom De Cock en Julie Van den Steen.
In juni 2017 was er de 6e editie van Marathonradio. De presentatoren waren dit jaar Peter Van de Veire, Sander Gillis en Julie Van den Steen.
De presentatoren zaten dat jaar in het Radiohuis in Leuven. Marathonradio was er van maandag 5 juni tot en met vrijdag 23 juni en werd afgesloten met een feest.
In juni 2018 was er de 7e editie van Marathonradio. De presentatoren waren dit jaar Peter Van de Veire, Brahim Attaeb en Julie Van den Steen.
De presentatoren zaten ook dat jaar in het Radiohuis in Leuven.
Op zondag 2 juni 2019 ging de 8e editie van Marathonradio van start. De presentatoren die dit jaar in het Radiohuis zaten waren Brahim Attaeb, Dorianne Aussems en Sander Gillis. Oorspronkelijk zou Peter Van de Veire ook aanwezig zijn, maar aangezien hij enkele dagen voordien vader was geworden, gaf hij verstek en werd hij vervangen door Sander. Op 21 juni werd deze editie van Marathonradio afgesloten.
Op maandag 8 juni 2020 startte de negende editie van Marathonradio. Door de coronacrisis kon Marathonradio niet doorgaan in het Radiohuis in Leuven en ging deze door in de MNM-studio in Brussel. De dj's dit jaar waren Peter Van de Veire, Dorianne Aussems, Sander Gillis en Kawtar Ehlalouch. Het is de eerste keer dat Kawtar meedoet met Marathonradio, ze zat dit jaar ook in het Rescue Team.
Op 7 juni 2021 ging de tiende editie van Marathonradio van start in het Radiohuis in Leuven. Deze editie werd gepresenteerd door Peter Van de Veire, Dorianne Aussems en Esther Nwanu. Sander Gillis en Laura Goovaerts reden deze editie met hun Pauzemobiel door alle gemeentes van Vlaanderen om de blokkende studenten te steunen. Op 25 juni werd Marathonradio van dit jaar afgesloten.

### MNM Blokhut
Vanaf 2022 werd het concept van Marathonradio veranderd naar MNM Blokhut. Dj's Sander Gillis en Kawtar Ehlalouch steunden dit jaar de studenten door vanop het Woodrow Wilsonplein in Gent radio te maken in hun blokhut. Nieuw dit jaar was dat zij zelf ook examens dienden af te leggen en dus dienden te studeren tussen hun presentaties door.
In 2023 streek de Blokhut voor het tweede jaar op rij neer in Gent, deze keer op het Kramersplein. Dj's Robin Keyaert en Dorianne Aussems maakten van 9 tot 23 juni radio terwijl ze ook studeerden voor hun examens. Elke weekdag presenteerden Sander Gillis en Kawtar Ehlalouch het ochtendblok.
In 2024 werd de blokhut vanaf de Grote Markt in Leuven uitgezonden. In tegenstelling tot vorige jaren waren deze uitzendingen maar op beperkte uren. Daarnaast werd van het concept dat de DJ's mee studeren afgestapt.

## Wedstrijden

### MNM Rising Star
Sinds 2017 gaat de radiozender elk jaar op zoek naar nieuw jong talent. Uit de reeks inschrijvingen kiest een jury telkens drie finalisten. Deze finalisten coveren een bekend nummer dat geregeld op de radio gespeeld wordt. De winnaar wordt uiteindelijk gekozen via online stemming. Een overzicht van de winnaars en finalisten:
| Jaar | Winnaar            | Finalisten                             |
| ---- | ------------------ | -------------------------------------- |
| 2017 | Olivia Trappeniers | Thomas Carpentier Hunter Falls         |
| 2018 | Ine Tiolants       | Glauco Aguilar Espinoza Robin Crauwels |
| 2019 | Chapter Two        | Enchanté Yasmine Alves                 |
| 2020 | Rapha              | Juul Maude                             |
| 2022 | Judith Van Hirtum  | Pieter Vreys Chérine                   |
| 2023 | TMRV               | Zita Néhémie                           |

### MNM Start to DJ
Elke zomer gaat MNM op zoek naar nieuw DJ-talent. De winnaar krijgt de kans om op verschillende festivals te spelen zoals Tomorrowland, en krijgt zijn eigen avondprogramma op MNM. Verschillende winnaars en finalisten braken ook door en speelden op diverse festivals. Een overzicht van de winnaars en finalisten: 
| Jaar | Winnaar  | Finalist(en)                           |
| ---- | -------- | -------------------------------------- |
| 2016 | 5NAPBACK |                                        |
| 2017 | Spynex   | Proudmich                              |
| 2018 | Merlo    | Lewis Arlo                             |
| 2019 | Manuals  | Arthur Lewis Ellen Degrande DJ Creator |
| 2020 | Voltage  | Voltrack                               |
| 2021 | Tola OG  | DJ Reeze                               |
| 2022 | MagiK    | Nina Black Medaase                     |
| 2023 | Ninette  | C-track Frontlane                      |
| 2024 | Mars     | Guilini Hide N Seek                    |

## Voormalige logo's

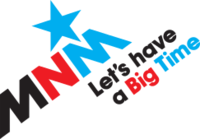
Van 5 januari 2009 t/m 8 maart 2010
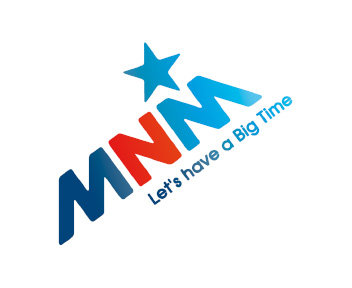
Van 8 maart 2010 t/m 27 maart 2011
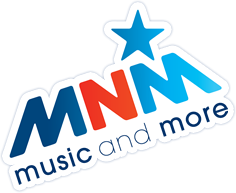
Van 27 maart 2011 t/m 26 augustus 2015
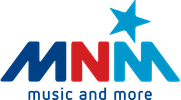
Van 26 augustus 2015 t/m 1 juni 2018
Van 1 juni 2018 t/m 3 april 2021, varieerde in kleuren
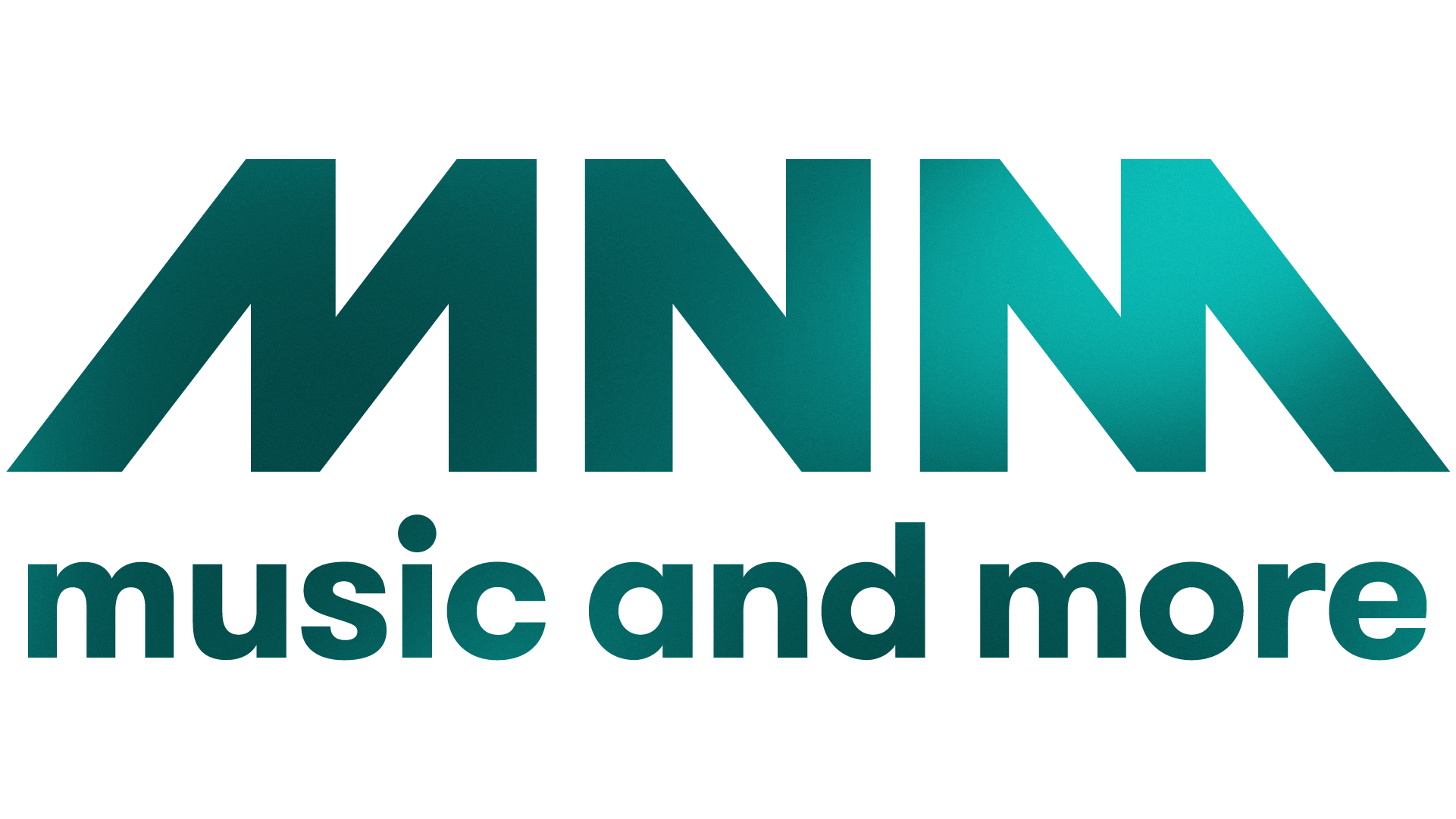
Van 4 april 2021 t/m 1 september 2024, varieerde in kleuren
Van 2 september 2024 tot heden

## Extra muziekkanalen MNM

### Huidige
- MNM Hits is een digitale tegenhanger van MNM die non-stop hits uitzendt. Deze is te ontvangen via DAB+, digitale tv en online.

### Voormalige[22]
- MNM R&Beats was een digitaal kanaal met de focus op urban, en r&b-muziek. De zender begon op 21 maart 2018 als MNM Urbanice. Vanaf 24 augustus 2020 ging de zender verder als MNM Juice. Sinds 8 maart 2021 heeft de zender de naam MNM R&Beats. De zender was t/m 1 september 2024 online te beluisteren via VRT Max.
- MNM Throwback was een digitaal kanaal met de focus op muziek uit de jaren 80, 90 en 2000. De zender begon als MNM Rewind op 5 januari 2019 om 10 jaar MNM te vieren. Vanaf 18 februari 2019 tot 6 maart 2019 zond de zender uit als MNM Grote Pet Carnavalshow. Vanaf 6 maart 2019 ging de zender verder als MNM Back To The 90's en Nillies. Sinds december 2021 heeft de zender de naam MNM Throwback. De zender was t/m 1 september 2024 online te beluisteren via VRT Max.

## Trivia
- De internetdomeinnaam mnm.be was reeds in gebruik door een meubelbedrijf uit Temse. Zaakvoerder Jan Mertens verkocht de domeinnaam zonder te weten waarvoor hij later gebruikt zou worden.
- De VRT had een korte twist met de fabrikant van M&M's over de naam MNM. Er is inmiddels overeenkomst bereikt met Mars Foods.[23] Men heeft de inhoud van de overeenkomst niet bekendgemaakt.
- De MNM-toerbus trok verscheidene jaren regelmatig met een heel aantal luisteraars naar optredens van bekende artiesten zoals Rihanna, Lady Gaga, The Black Eyed Peas en Mika. Op de zender kon men meedoen aan een wedstrijd om met de bus mee te mogen.
- In de beginjaren was er enkele keren per jaar MNM Live. Dat is een exclusief optreden van een wereldberoemde zanger of zangeres voor enkel MNM-luisteraars. De eerste MNM Live was van Amy MacDonald.